# Johann Heuffel

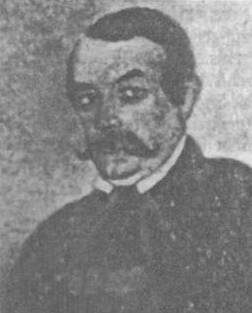
Johann Heuffel

Johann Heuffel, auch Ioan Heuffel, János A. Heuffel oder János Heuffel (* 29. Dezember 1800 in Modra (deutsch Modern) im damaligen Komitat Pressburg; † 22. September 1857 in Lugosch, Kaisertum Österreich), war Komitatsarzt und Nestor der Banater Botaniker. Sein offizielles botanisches Autorenkürzel lautet „Heuff.“

## Leben
Nach der Matura und dem Studium der Philosophie in Preßburg schrieb sich Heuffel 1823 als Student der Medizin in Wien ein und wechselte 1824 an die Universität Pest (heute Budapest), wo er 1826 das Studium abschloss und 1827 mit der Dissertation De distributione plantarum geographica per comitatum Hungariae Pesthiensem zum Dr. med. promovierte.
In der ersten Hälfte des 19. Jahrhunderts wurden das Banat und Siebenbürgen als ergiebiges Feld viel versprechender botanischer Sammeltätigkeit entdeckt. Heuffel nahm 1827 für zwei Jahre eine Anstellung als Hausarzt bei der adeligen Familie Atzel in Borosjenő im  Komitat Arad im Banat an. In dieser Zeit gab er zusammen mit dem in Orawitza lebenden Chirurgen und Botaniker Peter Wierzbicki (1794–1847) ein Herbarium heraus, welches großes floristisches Aufsehen erregte; später folgte in Zusammenarbeit mit Heinrich Gustav Reichenbach eine in Fachkreisen bekannte Ikonografie.
Im Mai 1829 wechselte Heuffel nach Lugoj, wo er nicht nur als Physicus, sondern auch als Kenner von Heilpflanzen und als Homöopath bekannt wurde. Er heiratete die adlige Josephine de Némethy; aus der Ehe ging der später geadelte Feldmarschallleutnant August Heuffel-Némethy de Némethfalva (1834–1895) hervor.
In seiner „führenden und beinahe ganz unabhängigen Stellung“ widmete sich Heuffel neben seinen Pflichten als hoher Beamter auch den Naturwissenschaften und hauptsächlich der botanischen Erforschung Südosteuropas. Seine zahlreichen botanischen Exkursionen im Banat, in den Karpaten Siebenbürgens, im Balkangebirge und anderswo machten ihn in den Reihen der damals führenden Botaniker Europas bekannt.
Heuffel veröffentlichte u. a. 1831, 1835, 1844 in der Zeitschrift der Regensburgischen Botanischen Gesellschaft, deren Mitglied er seit 1832 war. Hierdurch entwickelte sich ein Schrift- und Tauschverkehr mit anderen Botanikern wie David Heinrich Hoppe, Karl Heinrich Koch oder Alphonse Pyrame de Candolle. „Seit seinen ersten Arbeiten (1831)... wurde er mit Briefen sozusagen bestürmt und von jetzt beginnt erst der wirkliche wissenschaftliche Verkehr.“ Heuffel war Mitglied zahlreicher weiterer naturwissenschaftlicher Gesellschaften sowie Mitglied der St. Petersburger Akademie der Wissenschaften.
Zur Zeit der Ungarischen Revolution 1848/1849 wurde Heuffel im März 1848 in den Revolutionsrat des Komitates gewählt und anschließend im Gefängnis von Temesvár vorübergehend inhaftiert. Er wurde als Komitatsarzt suspendiert und nach Großbetschkerek strafversetzt. Da er diese Stelle nicht annehmen wollte, eröffnete er in Lugoj eine Privatpraxis, die ihm nur wenig Zeit für sein wissenschaftliches Studium ließ. Dennoch veröffentlichte er u. a. 1850, 1857 und 1858 Arbeiten von über die Flora Südosteuropas. Die Veröffentlichung seines Hauptwerkes über die Flora des Banates 1858 erlebte er nicht mehr, da er nach einer schweren und lang andauernden Erkrankung im Alter von 57 Jahren verstarb. In Lugoj erinnern sein Grabstein und eine Gedenktafel im Museum an Heuffel. Nach der Rumänischen Revolution 1989 erhielt eine Straße im Neubauviertel E. Murgu seinen Namen.

## Werk
Heuffel bereicherte durch seine Forschungstätigkeit in besonderem Maße die Kenntnisse über die Flora Österreichs, Ungarns, Siebenbürgens und hauptsächlich des Banats. Nach von Wurzbach wurde Heuffel als „Ungarns bedeutendster Botaniker angesehen“. Im Laufe seiner 30jähringen Tätigkeit hatte er im Banat über 70 neue Pflanzenarten entdeckt und für die Wissenschaft erstmals beschrieben.
Er benannte die Neuentdeckungen nach den erforschten Gebieten bzw. Fundorten, z. B.:
- Oenanthe banatica (1854), die Banater Rebendolde
- Hieracium transsylvanicum (1858), das Siebenbürger Habichtskraut
- Thlaspi dacicum (1858), das Dakische Täschelkraut
- Vicia hungarica (1858), die Ungarische Wicke

Auch benannte er Neuentdeckungen zu Ehren von Botanikerkollegen, wie:
- Astragalus rochelianus, Rochels Tragant, nach A. Rochel (1770–1847)
- Hieracium kotschyanum, Kotschys Habichtskraut, nach Theodor Kotschy
- Onosma baumgarteni, Baumgartens Lotwurz, nach Johann Baumgarten
- Thlaspi kovatsii, Kovats Täschelkraut, nach Gy. Kováts (1815–1873)
- Potamogeton grisebachii, Grisebachs Laichkraut, nach August Grisebach
- Veronica bachofenii, Bachofens Ehrenpreis, nach dem Pionier der Aufforstung der Banater Sandwüste, Bachofen Edler von Echt-Koblenz (1782–1849),

Nach Heuffel benannt ist auch die Gattung Heuffelia Opiz aus der Familie der Sauergräser (Cyperaceae).
Mehrere Pflanzenarten wurden nach Heuffel benannt:
- Centaurea heuffeliana, Heuffels Flockenblume, durch Heinrich Gustav Reichenbach
- Crocus heuffelianus, Heuffels Krokus, durch F. Herbich (1791–1865)
- Ferula heuffelii, Heuffels Rutenkraut, durch August Grisebach
- Galium heuffelii, Heuffels Labkraut, durch Vincze von Borbás
- Polycnemum heuffelii, Heuffels Knorpelkraut, durch Adolf Ferenc Láng
- Saxifraga heuffelii, Heuffels Steinbrech, durch Heinrich Wilhelm Schott
- Verbascum heuffelii, Heuffels Königskerze, durch August Neilreich

Heuffel war auch ein Kenner der Insekten Südosteuropas. Im Auftrag der Regierung hat er die „den Himmel verdunkelnden Schwärme“ der berüchtigten und überwiegend hier vorkommenden Kolumbatscher Mücke (Melusina columbaczensis) beobachtet und darüber eine umfangreiche Arbeit geschrieben, die nach seinem Tod nicht mehr veröffentlicht wurde. Der Schädling verursachte in der Viehzucht große wirtschaftliche Verluste (1813 im Banat etwa 10.000 Stück Vieh, 1923 in der Kleinen Walachei etwa 15.000 Stück); Heuffels Forschungen hätten wertvolle Erkenntnisse hierzu liefern können.

### Veröffentlichungen
- Verzeichnis der um Preßburg vorkommenden, in Endlicher’s Flora posoniensis nicht erwähnten Pflanzen. In: Regensburger Flora. 1, 1831, S. 404 ff.
- Plantarum Hungariae novarum aut non rite cognitarum. In: Regensburger Flora. 1, 1831, S. 363 ff. und 2, 1835, 241 ff.
- Caricineae in regnis Hungariae, Croatiae, Slavoniae, magnoque Transilvaniae principatu sponte nascentes, enumeratae et digestae. In: Regensburger Flora. 2, 1844, S. 527 ff.
- Über einige verwechselte Arten in der Flora Ungarns. In: Regensburger Flora. 1854, S. 289 ff.
- Über ungarische Eichen. In: Zeitschrift für Natur- und Heilkunde in Ungarn. 13, 1850.
- Diagnosen neuer oder verwechselter Pflanzen des Banates. In: Zeitschrift für Natur- und Heilkunde in Ungarn. 22, 1857 und 25, 1858.
- Enumeratio plantarum in Banatu Temesiensi sponte crescentium et frequentius cultarum. In: Verhandlungen des Zoologisch-Botanischen Vereins Wien. 8, 1858, S. 39–240.